# Chi phí tiêu chuẩn
Chi phí tiêu chuẩn là các chi phí đã được định mức hóa hoặc ở dạng dự kiến khi thực hiện một dịch vụ hay sản xuất một hàng hóa nào đó. Từ một khía cạnh khác, có thể thấy chi phí tiêu chuẩn là thước đo hay chuẩn mực để đo lường hiệu quả hoạt động, sản xuất của doanh nghiệp